# Pheidologeton
Genre
Pheidologeton est un genre de fourmis, aussi appelées fourmis maraudeuses du fait de leurs raids semblables à ceux menés par les fourmis légionnaires.
Les nids de Pheidologeton sont plus permanents que ceux des fourmis légionnaires, mais presque aussi grands. Le genre Pheidologeton se distingue également par son important polymorphisme: au sein des fourmis travailleuses, les différences de taille sont importantes.
Il y a environ 42 espèces ou sous-espèces de ce genre. Géographiquement, le genre Pheidologeton s'étend de l'Afrique jusqu'à l'Australie, en passant par l'Asie du Sud.
Deux espèces fossiles sont connues.